# TrackMania (sorozat)
A TrackMania egy videójáték-sorozat, melynek első része a 2004 májusában megjelent TrackMania. A sorozat összes tagját a francia Nadeo fejlesztette, és egyes tagjait több különböző kiadó adta ki. A TrackMania sorozat legfőbb ismertetőjegye, hogy a játékosok saját maguk készíthetnek el egy-egy pályát, különböző építési elemeket felhasználva, hasonlóan az 1984-es Excitebike-hoz, az 1985-ös Racing Destruction Sethez és az 1990-ben megjelent Stuntshoz.
A legtöbb autós játékkal ellentétben, a játékosok annyiszor próbálhatják ki és versenyezhetnek az adott pályán, amennyiszer csak akarnak, egy időlimiten belül (a legismertebb játékmódban – Time Attack). A játékosok bármikor újraindíthatják a menetet, ha elhagyják a pályát, fejjel lefelé maradnak vagy csak rosszul rajtoltak. Bár a többjátékos módban az összes autó jelen van a pályán egyszerre, nincs ütközés és az autók semmiképp nem hatnak egymásra.

## Történelme
- TrackMania – az eredeti, sokszor TMO-nak rövidítve
  - TrackMania Original
- TrackMania Sunrise (TMS) – a második játék 
  - TrackMania Sunrise eXtreme (TMSX)
- TrackMania Nations (TMN) – a sorozat freeware tagja 
  - TrackMania Nations Forever (TMNF)
- TrackMania United (TMU) – sokak szerint az előző játékokból való összeállítás, mivel tartalmazza az addigi összes környezetet [lásd a "TrackMania United"-et] 
  - TrackMania United Forever (TMUF)
- TrackMania DS – Nintendo DS változat
  - TrackMania Turbo (DS) – a TrackMania DS folytatása
- TrackMania Wii – Wii változat
- TrackMania 2 (TM2)
  - TrackMania 2: Canyon
  - TrackMania 2: Valley
  - TrackMania 2: Stadium
  - TrackMania 2: Lagoon
- TrackMania Turbo – egy spin-off, amit PC-re, Xbox One-ra és PlayStation 4-re adtak ki 2015. november 27-én. 4 új környezetet és 200 pályát tartalmaz.[1]
- TrackMania (2020)

## A sorozat tagjai

### TrackMania (Original)
A TrackMania egy autóversenyzős játék, melyet a Nadeo fejlesztett és több kiadó adott ki 2003. novemberében. A TrackMania tartalmaz pár előre megépített pályát, amiken a játékosok versenyezhetnek, "garasokat" gyűjtve ezzel. Ezekkel olyan különféle építési blokkokat lehet vásárolni, mint az utak, ellenőrző pontok, hosszú kanyarok, hurok-kanyarok (loop) és ugratók. Az utak húzhatók, így készíthetőek hosszú egyenesek, valamint derékszögű kanyarok is. A legtöbb blokk automatikusan csatlakozik a mellette lévő blokkhoz. Három környezet érhető el: Rally, Snow, és Desert, mindegyik a saját maga autójával. A játék három játékmódot tartalmaz: Race, Puzzle, és Survival, amelyek mindegyike tartalmaz egy azonos számú pályát minden környezethez. A "Survival" játékmód a későbbi változatokban már nem található meg.
A játékban három, különféle autóval versenyezhetünk: mini raliautó (Renault), alpesi 4x4 (Suzuki), és izomautó (Ford Escort). Mindegyiknek van számos festése – összesen 87 darab. A beépített, vagy egy külső grafikai szerkesztővel a játékosok elkészíthetik saját festéseiket, vagy módosíthatják az eredeti festéseket is.
A játék tartalmaz többjátékos módot, ami lehetővé teszi, hogy a játékosok LAN-on vagy az Interneten keresztül mérkőzzenek meg egymással. A játékosok feltölthetik egyedi festéseiket a játék hivatalos webhelyére.
Számtalan pálya érhető el mind a TrackMania-hoz, mind pedig a következő részekhez a közösség által formált TM Exchange oldalon, a festések és a 3D modellek pedig a TrackMania Carpark Archiválva 2013. november 5-i dátummal a Wayback Machine-ben oldalon érhetőek el.

### TrackMania Sunrise
A sorozat második része a TrackMania Sunrise valósághűbb grafikával és három új környezettel (Island, Bay, és Coast) 2005. áprilisában (UK) és 2005. májusában látta meg a nyilvánosságot. Hasonlóan az előző játékhoz, minden környezet rendelkezik egy egyedülálló autóval, ami megegyezik a környezet karakterisztikájával. Az "Island" környezet autója egy gyors sportkocsi, ami az általában széles utakon élesen el tud fordulni, míg a "Bay" környezet autója kevesebb tapadással rendelkezik, így a véletlen túlkormányzás gyakori. A "Coast" környezet autója lassabb, lomhább az előzőekhez képest és kevés tapadással rendelkezik. A "Coast" környezet szűk kanyarokat tartalmaz, amelyeken az autók akár driftelhetnek is.
A játék alapja egy átdolgozott motor, a szebb látvány és a jobb internetkapcsolat érdekében. A játékban a színezhető reklámtáblák is megjelentek. Két új játékmód lett elérhető, a Platform és a Crazy: 
- A Platform játékmódban a start- és a célvonal között ellenőrzőpontok találhatóak. Ha a játékos egy ellenőrzőponton áthalad, lehetősége adódik újrapróbálni, az adott ellenőrzőponttól. A játékos célje, hogy végigmenjen ezen a pályán, a lehető legkevesebb újraindítással. A legtöbb ilyen pályán sok ugrató és hasonló elemek szerepelnek, amik megnehezítík a pálya teljesítését.
- A Crazy játékmódban újra a versenyzésé a főszerep, de ezúttal a játékos szellemek ellen játszik. A játékosnak az összes szellemnél gyorsabb időt kell futnia, de nem szabad túllépnie a teljes időlimitet.

A Sunrise különféle újításait később beleépítették az Original-ba. Ilyen újítások például az egyéni festések importálása és a játék más aspektusainak testreszabása. Az új pályaszerkesző főkent az egeret használja (ellentétben az Originallal, ahol a billentyűzeté volt a fő szerep), valamint a "Media Tracker" segítségével lehetőség nyílik különféle effektek megjelenítésére, például egy szöveg kijelzésére vagy a kamera szögének megváltoztatásával.
Később egy ingyenes kiegészítő (eXtreme) lett nyilvánosságra hozva. A játék része lett és felvette az nevet "eXtreme" nevet, így lett a játék neve TrackMania Sunrise eXtreme, ami több sebességnövelő és ugrató építési elemet adott hozzá. Az új "stunt mode"-ban a játékosok ugratások segítségével pontokat szerezhetnek (például az autó forgatása a levegőben, vagy az előre- és hátraszaltó). Egy megadott idő lejárta után a pontok száma drasztikusan elkezd csökkenni – a játékosnak minél hamarabb és a lehető legtöbb ponttal kell áthaladni a célvonalon.
A Mini TrackMania egy egyszerű, online, Macromedia Flashen alapuló játék, amit az "Inbox Digital" fejlesztett, hogy reklámozza a TrackMania Sunrise-t. A játékot 2D szemszögből nézzük, csak egy pályája van, ami szigetekre épül és sok ugratóval és gyorsítóval van ellátva. Csak a billentyűzeten lévő nyilakkal irányítható. A játék célja, hogy a játékos minél több pontot szerezzen rámpákról leugratva anélkül, hogy leérkezésnél összetörje a kocsit. Ahhoz, hogy sikeresen ugrasson a játékos, az autó sebességét a sebességmérőn kijelölt két pont között kell tartani, melyek minden ugrással egyre közelebb kerülnek egymáshoz.

### TrackMania Original
A TrackMania Original a TrackMania egyik változata, ami a Sunrise grafikus motorját használja. A Sunrise újdonságai mellett (festhető reklámtáblák, Media Tracker) több mint 10 új építési blokkot tartalmaz a "PowerUp!" és a (nem kiadott) "SpeedUp!" frissítésekből. A játékosnak lehetősége van 3D autómodellek importálására és festésére is. A TrackMania tulajdonosainak ingyenes volt egy frissítés/kiegészítő formájában, és elérhető lett az üzletekben egy olcsó, gyűjtői kiadásként.

### TrackMania Nations

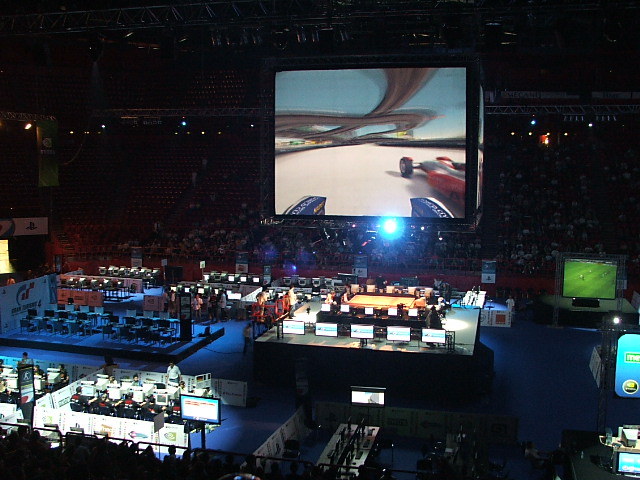
ESWC döntő (2006)

2006. január 27-én a Nadeo kiadta a TrackMania Nations játékot, részben az ESWC promóciójához, részben a TrackMania sorozathoz. Ez az ingyenes, önálló játék egy új környezetet tartalmaz, a "Stadium"-ot, valamint a Sunrise változat új funkcióit, a reklámtáblákkal együtt, amik a szponzorok aktuális reklámjait mutathatják, akár az internetről letöltve. A játék 100 egyjátékos pályát tartalmaz. Az első pályák viszonylag egyszerűek, de ahogy a játékos halad végig a pályákon, ezek egyre nehezednek. A játék legfontosabb része a többjátékos mód. A ranglistán a játékosok a legjobb időkért és pontokért harcolhatnak. A legjobb 5 játékos a játék hivatalos weboldalán is látható. A freeware Nations gyorsan nagy népszerűségre tett szert, hetekkel az indulása után már majdnem 1 millió regisztrált játékost tudhatott a magáénak.

### TrackMania United
A TrackMania United bejelentésére 2006. június 30-án került sor. A játék magába foglalja az összes korábbi TrackMania változatot, mind a 7 környezettel együtt ("Desert", "Snow", "Rally", "Bay", "Coast", "Island" és "Stadium"). A játékosoknak lehetőségük adódik megosztani különféle tartalmakat a játékba épített peer-to-peer hálózati rendszeren keresztül. A frissített grafikai motor az árnyékok leképezését gyorsító rendszert használja, azt, amit már a legutóbbi Stadium változatban is használtak. Az új motor lehetővé teszi, hogy a high-end rendszereken még élethűbb árnyékok legyenek megjelenítve. A "Stadium" környezet kétszer annyi építési blokkal rendelkezik, mint az ingyenes változat (Nations). Új típusú építési blokkok is megjelentek, ilyen például a saras út, a víz, és a benti részek.
A Focus 2006. november 9-én bejelentette, hogy 10,000 TrackMania United példány kelhetett el és ennyit aktiváltak be 2006. november 16-tól. 2006 végén Franciaországban, Kanadában, Ausztráliában, Belgiumban és Svájc franciául beszélő részén, 2007. február 23-án minden más országban lett elérhető.
A játékot a Steamen előrendelni 2007. június 7-től, játszani 2007. június 14-től lehetett.
Azok a játékosok, akik előzőleg megvették a TrackMania vagy a TrackMania: Sunrise játékokat, beregisztrálhatták azokat a United-en belül, így napi garas-jutalmat kaphattak.
A TrackMania United Forever a TrackMania United egy frissített változata, ami szintén 7 környezetet és egy teljesen új "Media Tracker"-t tartalmaz. A játék a Nadeo által volt fejlesztve és a Focus Home Interactive által lett kiadva. A TrackMania Nations Forever játékhoz hasonló felépítéssel rendelkezik. A négy fő játékmód: "Race", "Stunt", "Platform", és "Puzzle". A TrackMania Nations Forever pályáit is tartalmazza.

### TrackMania Forever
2007. október 7-én a Nadeo bejelentette, hogy a TrackMania United és a TrackMania Nations felújított változatain dolgoznak. Mind a két új változat megkapta a "Forever" nevet, és hálózatilag kompatibilisek egymással. A TrackMania Nations Forever új stadion építési blokkokat és a Trackmania United által használt fizikai rendszert tartalmazza, ami lehetővé teszi, hogy a TrackMania United Forever és a TrackMania Nations Forever játékosai egy, Stadium szerveren versenyezhessenek.
A Nadeo szerette volna, a játékoknak hosszú élettartama lenne, így inkább a játék motorján és a felhasználói felületen dolgoznak ahelyett, hogy új tartalmat adnának ki. A TrackMania United Forever elindulásának már nem feltétele, hogy a CD a meghajtóban legyen, mert más másolatvédelemmel és csalás elleni rendszerekkel látták el a játékot.
A TrackMania United Forevert 2008. április 15-én, míg a TrackMania Nations Forevert a következő napon adták ki. Mindkettő letölthető a hivatalos oldalról, valamint a Steamről is.

### TrackMania DS
A TrackMania Nintendo DS-re írt változatát több hónapig fejlesztette a Firebrand Games, végül 2008. november 14-én a Focus Home Interactive adta ki Európában, később, 2009. március 17-én pedig az Atlus az Amerikai Egyesült Államokban.

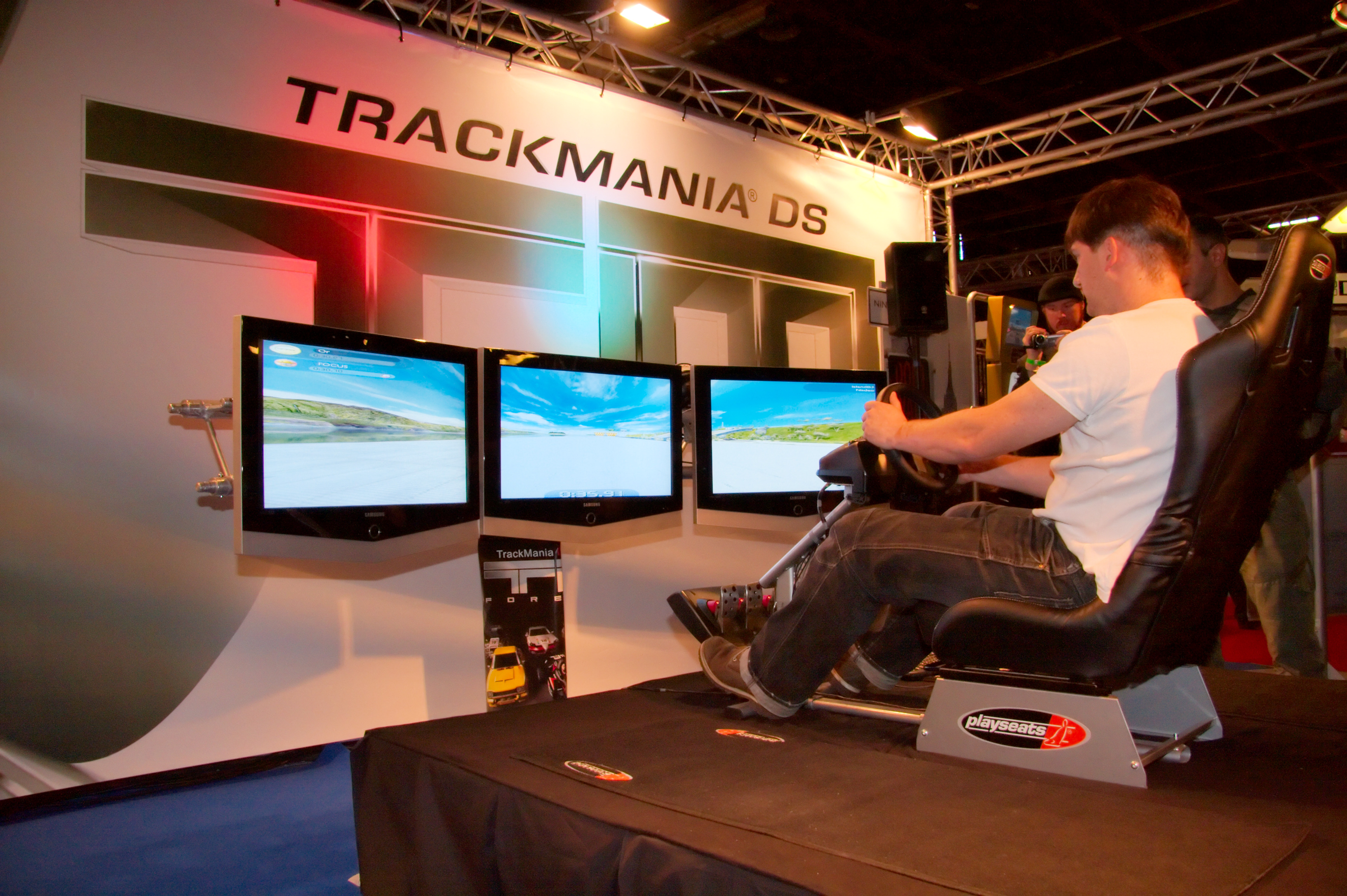
A játék a Párizsi Játékfesztiválon, 2008-ban

A TrackMania DS játékmenete hasonló a TrackMania sorozat többi tagjáéhoz. A játékosok rendelkezésére áll az egyjátékos és a többjátékos mód, több mint 100 pálya, 3 játékmód ("Race", "Platform" és "Puzzle") és egy széles körű pályaszerkesztő is. A PC változat 7 környezetéből csak 3 került bele a játékba: "Rally", "Desert" és a "Stadium". A játékosok megoszthatják a saját pályáikat egymással.

#### TrackMania Turbo
A TrackMania Turbo a TrackMania DS folytatása. A tervezett kiadási dátum 2010. május 21. volt, de késleltették szeptemberig. 2010. július 19-én új kiadási dátumot jelentettek be: 2010. december 21. A játék kiadása újra késleltetve lett, a következő kiadási dátum 2011. április 19-ére változott. A játék a "Stadium" mellett a "Coast", "Island" és "Snow" környezeteket tartalmazza, 150 pályával.
A többjátékos mód a "Hotseat" móddal bővül, ami lehetővé teszi, hogy több játékos játsszon egy készüléken "One Card", vagy helyileg "Multi-Card" módban.

### TrackMania: Build To Race (Wii)
A TrackMania: Build To Race játékot 2009. június 30-án jelentették be a jeuxvideo.com által, az egyik fejlesztővel készített interjúban. A játék a TrackMania United összes környezetét tartalmazza, eltekintve a "Bay"-től, a környezet komplexitása miatt. A játéknak 2010. július 20-án kellett volna kijönnie Észak-Amerikában, de 2010. július 19-én Michael Mota (a TrackMania Wii egyik kiadójától, a Dreamcatcher Interactive-tól) az Examiner-nek elmondta: "We made the announcement to the major retailers about the Trackmania delay; I’m not sure why that hasn’t been changed. The game has been delayed until December..." ("A TrackMania csúszását a főbb üzleteknek bejelentettük; nem tudom, miért nem változott meg. A játék késleltetve van Decemberig...") A játék 2011. március 24-én lett kiadva, Észak-Amerikában. Egyszerűbb online játékmenete van, mint a sorozat PC játékainak. Van egy nem megszokott tulajdonsága – ha a játékos elér egy megadott érem-számot, feloldódnak az 'f' osztályú bónusz pályák.
A játék Nagy-Britanniai kiadási dátuma 2010. szeptember 23. lett.

### TrackMania 2
A TrackMania 2 (stilizálva TrackMania²) egy autóversenyzős játék, melyet a Nadeo fejlesztett és a Ubisoft adott ki 2011. szeptember 14-én. A TrackMania 2 első része, a TrackMania 2: Canyon előrendelése 2011. augusztus 17-én kezdődött. Azok a játékosok, akik előrendelték, máris hozzáférést kaptak a játék többjátékos bétájához, így nem kellett megvárniuk a hivatalos kiadási dátumot. 2013. február 27-én a játék a következő résszel, a TrackMania 2: Stadium-mal együtt került fel a Steamre.
A legfőbb újdonságok közé tartozik az új grafikai motor és a ManiaPlanet rendszer. A ManiaPlanet a Twitch.tv weboldalra való streamelést is lehetővé teszi. A játék játékmenete hasonló a sorozat előbbi részeihez. A "ManiaScript" a játékosok rendelkezésére áll abban, hogy új funkciókat tudjanak a játékba építeni.

#### TrackMania 2: Canyon
A TrackMania 2: Canyon 2011. szeptember 14-én lett kiadva. 2011. augusztus 17-től már elérhető volt az előrendelés.

#### TrackMania 2: Stadium
A TrackMania 2: Stadium 2012. november 2-án lett bejelentve. Ez a környezet 2013. február 27-én, nyílt bétaként látta meg a nyilvánosságot. A környezet a TrackMania Nations-ben szereplő stadion (Stadium) környezet másolata. A TrackMania Nations-höz képest a játék tartalmaz egy-két grafikai fejlesztést, és a ManiaPlanet kliensét és felhasználói felületét használja. A TrackMania Nations-el szemben ez a rész nem ingyenes. A játék 2013. június 20-án lett kiadva.

#### TrackMania 2: Valley
A TrackMania 2: Valley 2012. november 2-án lett bejelentve. A környezet 2013. július 4-én lett elérhető, a ManiaPlaneten keresztül.

## Környezetek
|                           |                           | Desert (Speed) | Snow (Alpine) | Rally | Bay  | Coast | Island | Stadium | Canyon | Valley | Lagoon |
| ------------------------- | ------------------------- | -------------- | ------------- | ----- | ---- | ----- | ------ | ------- | ------ | ------ | ------ |
| TrackMania                | TrackMania                | Igen           | Igen          | Igen  | Nem  | Nem   | Nem    | Nem     | Nem    | Nem    | Nem    |
| TrackMania Sunrise        | TrackMania Sunrise        | Nem            | Nem           | Nem   | Igen | Igen  | Igen   | Nem     | Nem    | Nem    | Nem    |
| TrackMania Nations        | TrackMania Nations        | Nem            | Nem           | Nem   | Nem  | Nem   | Nem    | Igen    | Nem    | Nem    | Nem    |
| TrackMania United         | TrackMania United         | Igen           | Igen          | Igen  | Igen | Igen  | Igen   | Igen    | Nem    | Nem    | Nem    |
| TrackMania DS             | TrackMania DS             | Igen           | Nem           | Igen  | Nem  | Nem   | Nem    | Igen    | Nem    | Nem    | Nem    |
| TrackMania Turbo (DS)     | TrackMania Turbo (DS)     | Nem            | Igen          | Nem   | Nem  | Igen  | Igen   | Igen    | Nem    | Nem    | Nem    |
| TrackMania: Build to Race | TrackMania: Build to Race | Igen           | Igen          | Igen  | Nem  | Igen  | Igen   | Igen    | Nem    | Nem    | Nem    |
| TrackMania 2              | Canyon                    | Nem            | Nem           | Nem   | Nem  | Nem   | Nem    | Nem     | Igen   | Nem    | Nem    |
| TrackMania 2              | Stadium                   | Nem            | Nem           | Nem   | Nem  | Nem   | Nem    | Igen    | Nem    | Nem    | Nem    |
| TrackMania 2              | Valley                    | Nem            | Nem           | Nem   | Nem  | Nem   | Nem    | Nem     | Nem    | Igen   | Nem    |
| TrackMania 2              | Lagoon                    | Nem            | Nem           | Nem   | Nem  | Nem   | Nem    | Nem     | Nem    | Nem    | Igen   |
| TrackMania Turbo          | TrackMania Turbo          | Nem            | Nem           | Nem   | Nem  | Nem   | Nem    | Igen    | Igen   | Igen   | Igen   |

## Fogadtatása
| Játék                      | Metacritic | GameRankings |
| -------------------------- | ---------- | ------------ |
| TrackMania                 | 74         | 73,73%       |
| TrackMania Sunrise         | 82         | 80,10%       |
| TrackMania Nations Forever | N/A        | 88,00%       |
| TrackMania United          | 80         | 79,79%       |
| TrackMania United Forever  | N/A        | 81,11%       |
| TrackMania DS              | 75         | 75,50%       |
| TrackMania Turbo (DS)      | 77         | 80,00%       |
| TrackMania Build to Race   | 74         | 75,89%       |
| TrackMania 2 Canyon        | 81         | 79,80%       |
| TrackMania 2 Stadium       | 77         | 75,00%       |
| TrackMania 2 Valley        | 79         | 74,67%       |
| TrackMania Turbo           | 79         | 80,57%       |

A TrackMania sorozat sikere mellett a játék a Guinness Rekordok Könyvébe is bekerült. A Guinness World Records: Gamer's Edition 2008-ban 6 világrekord lett a sorozaté. Ezek között ott van a "Legnagyobb Online Verseny", a "Legnépszerűbb Online Autóversenyzős Játék" és a "Legnagyobb Játéktartalom Az Autóversenyzős Játékokban" díjak is.

## Fordítás
- Ez a szócikk részben vagy egészben  a   TrackMania című angol Wikipédia-szócikk fordításán alapul.  Az eredeti cikk szerkesztőit annak laptörténete sorolja fel. Ez a jelzés csupán a megfogalmazás eredetét és a szerzői jogokat jelzi, nem szolgál a cikkben szereplő információk forrásmegjelöléseként.